# Alexandr Jakovlevič Arosev
Alexandr Jakovlevič Arosev (rusky Алекса́ндр Я́ковлевич Аро́сев; 13. květnajul. / 25. května 1890greg. Kazaň – 10. února 1938) byl rusko-sovětský spisovatel, politik a diplomat.
Pocházel se sedmi dětí, narodil se do rodiny krejčího Jakova Michajloviče Aroseva (1865–1913) a švadleny Marie Augustovny Goldšmidtové (provdané Arosevové, podruhé provdané Bertynské; 1873–1918). Matka pocházela z Mitavy, z rodiny narodovolce, pobaltského Němce Augusta Johanna Goldschmidta vyhnaného spolu s rodinou do Permi, který se nakonec usadil v Nižnom Novgorodě.
Arosev se v roce 1907 přidal k bolševikům, poté byl ve vězení a v exilu. V roce 1917 se stal předsedou moskevského vojenského revolučního výboru. Povídky a romány publikoval až v roce 1933, během stalinských čistek byl v roce 1938 zatčen, odsouzen pro podezření ze špionáže a zastřelen společně s V. A. Antonovem-Ovsejenkem.
Jeho manželkou byla tanečnice z Prahy Gertruda Arosevová, za svobodna Freundová, která byla obviněna ze špionáže ve prospěch Československa a v roce 1937 odsouzena k smrti a následně popravena. Její manžel byl popraven jen o několik měsíců později.
Na Golovinském hřbitově v Moskvě byl Arosevovi postaven kenotaf.

## Dílo
- Seznam děl v Souborném katalogu ČR, jejichž autorem nebo tématem je Alexandr Jakovlevič Arosev